# Ayub Blíyev
Ayub Blíyev (en ruso: Аюб Блиев; 2 de junio de 1997) es un deportista ruso que compite en judo.
Ganó una medalla de bronce en el Campeonato Mundial de Judo de 2025 y una medalla de plata en el Campeonato Europeo de Judo de 2025, ambas en la categoría de –60 kg.

## Palmarés internacional
| Campeonato Mundial | Campeonato Mundial     | Campeonato Mundial | Campeonato Mundial |
| Año                | Lugar                  | Medalla            | Categoría          |
| ------------------ | ---------------------- | ------------------ | ------------------ |
| 2025               | Budapest (Hungría)     | Medalla de bronce  | –60 kg             |
| Campeonato Europeo |                        |                    |                    |
| Año                | Lugar                  | Medalla            | Categoría          |
| 2025               | Podgorica (Montenegro) | Medalla de plata   | –60 kg             |